# Perdiu d'esperons pigallada
La perdiu d'esperons pigallada (Galloperdix lunulata) és una espècie d'ocell de la família dels fasiànids (Phasianidae) que habita estepes i turons rocosos del centre de l'Índia i l'oest de Bangladesh.

## Descripció
Es mes petit que un pollastre domèstic. El mascle es diferencia amb unes taques blanques, mentre que la femella es mes bruna.

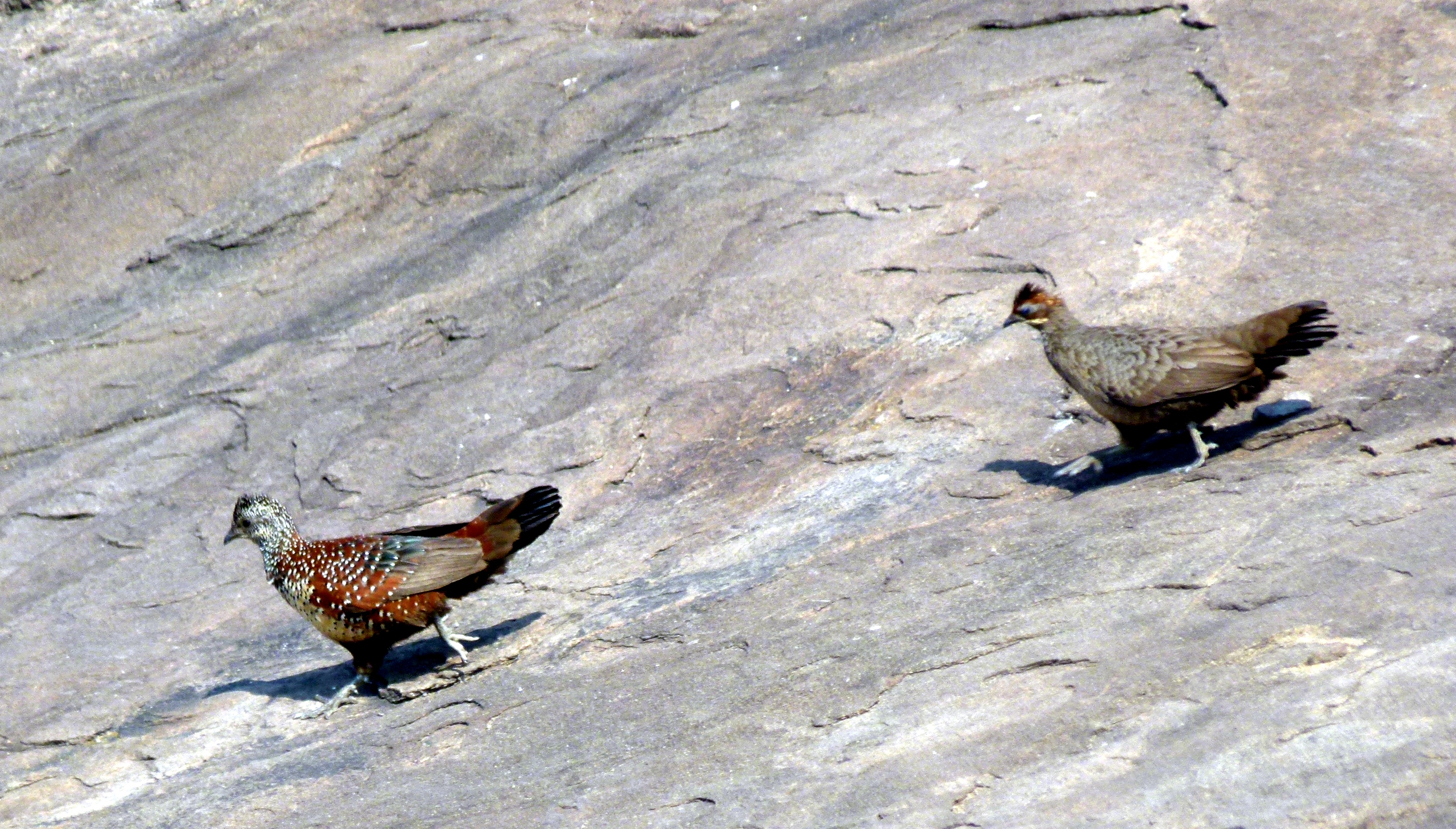
Mascle (esquerra) i femella (dreta).

Aquesta perdiu es distingeix per no tenir la pell facial nua com la perdiu d'esperons roja (Galloperdix spadicea). El mascle té la cua negra i les parts inferiors ocres que contrasten amb les parts superiors més fosques. El plomatge de les parts superiors i les plomes tenen taques blanques vorejades de negre. El cap i el coll del mascle són negres amb una brillantor verda i tacats de blanc, mentre que el mantell, el dors i les cobertores de les ales són de color castanyer. La femella és molt més apagada, amb el front i les cobertores de les orelles són de color vermell. La gola és pàl·lida i tacada com en el mascle, però la femella no té taques blanques al cos. El bec i les potes són de color gris fosc, amb dos o quatre esperons tarsals al mascle. Les femelles també poden tenir un o dos esperons. La cua de vegades la porta dreta.

## Distribució i hàbitat
La perdiu d'esperons pigallada es troba en algunes parts de les serralades d'Aravalli a Rajasthan, els turons del centre de l'Índia (Pachmarhi) i els turons rocosos i les zones de bosc sec del sud de l'Índia. També s'han registrat a la regió de Nallamalais als Ghats orientals d'Andhra Pradesh.
L'hàbitat és més sec que el de la perdiu d'esperons roja. En algunes parts del sud de l'Índia, es troben en turons rocosos amb vessants de matoll, un hàbitat que també utilitza el bulbul capdaurat (Pycnonotus xantholaemus).

## Comportament i ecologia
La perdiu d'esperons pigallada es troba en parelles o en petits grups familiars de fins a 6 individus i tendeix a romandre entre la malesa, rarament emprenent el vol. El crit és una sèrie repetida i forta de crits «txuguq». S'alimenten de baies (incloses Ziziphus oenoplia i Lantana camara), així com d'insectes i flors (Madhuca longifolia); i visiten els abeuradors a primera hora del matí.
L'època de cria és de gener a juny (principalment febrer, però s'han vist pollets a l'agost, després de les pluges, en algunes parts de Rajasthan). El festeig implica que el mascle ofereixi a la femella menjar que té al bec.
La perdiu d'esperons pigallada és un gènere que es considera monògam. El niu és un forat a terra folrat amb fulles, sovint situat sota una roca. La posta és de tres a quatre, rarament cinc, ous de color crema pàl·lid. Només la femella incuba, però tots dos pares cuiden els pollets. Utilitzen tàctiques de distracció per allunyar els depredadors dels pollets.